# Jinsha, Minqing
Jinsha (kinesiska: 金沙) är en köping i sydöstra Kina. Den ligger i Minqing härad i provinshuvudstaden Fuzhou i provinsen Fujian, omkring 61 kilometer väster om centrala Fuzhou. Antalet invånare är 9 285. Befolkningen består av 4 424 kvinnor och 4 861 män. Barn under 15 år utgör 16,0 %, vuxna 15-64 år 69 %, och äldre över 65 år 13,0 %.